# Fotuhaʻa
Fotuhaʻa (auch: Footooha, Fotoua, Foutoua) ist eine kleine Insel in der Inselgruppe Haʻapai im Pazifik. Sie gehört politisch zum Königreich Tonga.

## Geographie
Das Motu liegt am Westrand der Inselgruppe, zusammen mit dem viel kleineren Fatumanongi. Die nächstgelegenen Insel ist Niniva im Nordosten. Im Westen liegt die Insel Tofua am nächsten. Im Norden verläuft die Meeresstraße Ava Tauoifi.

## Klima
Das Klima ist tropisch heiß, wird jedoch von ständig wehenden Winden gemäßigt. Ebenso wie die anderen Inseln der Haʻapai-Gruppe wird Fotuhaʻa gelegentlich von Zyklonen heimgesucht.